# Xenillus columbianus
Xenillus columbianus är en kvalsterart som beskrevs av P. Balogh 1984. Xenillus columbianus ingår i släktet Xenillus och familjen Xenillidae. Inga underarter finns listade i Catalogue of Life.